# Circuit automobile du Comminges

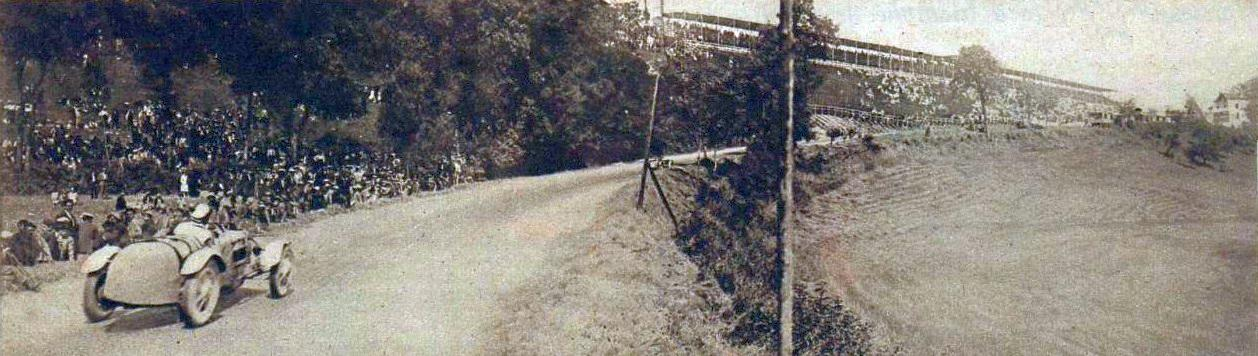
La pente menant aux tribunes principales (ici W. Williams en 1928).

Le circuit automobile du Comminges est un ancien circuit automobile situé à proximité de la ville de Saint-Gaudens, dans la Haute-Garonne. Le Grand Prix du Comminges est la principale épreuve disputée sur ce parcours qui a également accueilli le Grand Prix de France en 1928. 18 Grands Prix auto et 16 Grands Prix moto s'y dérouleront entre 1925 et 1954.

## Historique

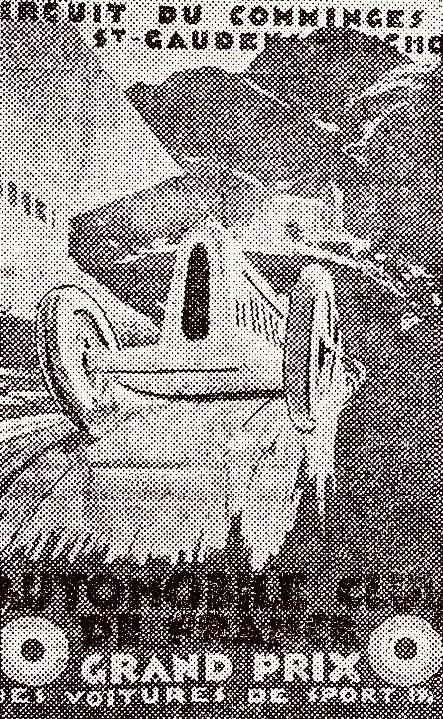
Affiche du circuit du Comminges 1928.

À l’origine, la course est créée pour attirer les touristes dans la région de Saint-Gaudens. Le circuit de 27,66 km est établi en 1925 entre Saint-Gaudens et Montréjeau. Le terrain vallonné permet d'avoir une bonne vue sur la zone de départ et la zone d’arrivée. L'épreuve acquiert rapidement une renommée internationale et, en 1928, s'y court le Grand Prix de France. Le circuit connaît quelques modifications en fonction des événements et du nombre de participants.
En 1932, sous la pluie, René Dreyfus, en tête sur sa Bugatti, dérape dans un virage serré, est éjecté et sa voiture effectue plusieurs tonneaux en direction de la foule. La voiture percute un petit arbre qui la stoppe net et Dreyfus ne souffre que de blessures minimes.
En 1933, la longueur du parcours est réduite à 11,005 km et des tribunes pouvant accueillir près de 12 000 spectateurs sont construites. La ligne droite s'étend sur 6 km.
Une controverse sur la réglementation des courses automobiles entraîne un boycott des écuries officielles qui ne permet pas aux épreuves de 1937 et 1938 d'avoir lieu. Le Grand Prix de 1939 est remporté par le Français René Le Bègue.
Interrompu par la seconde Guerre mondiale, le Grand Prix du Comminges reprend en 1947. Les bénéfices de la course servent généralement à alimenter une action de bienfaisance locale et cette édition de 1947 est dédiée aux prisonniers de guerre.
L'épreuve de 1948, remportée par le pilote italien Luigi Villoresi, attire 80 000 spectateurs.
En 1952, le circuit passe à 4,407 km à l'occasion de la course de Formule 2. Au deuxième tour, le Français André Simon cède sa Ferrari à Alberto Ascari, victime d'un accrochage, qui remporte la victoire.

## Palmarès

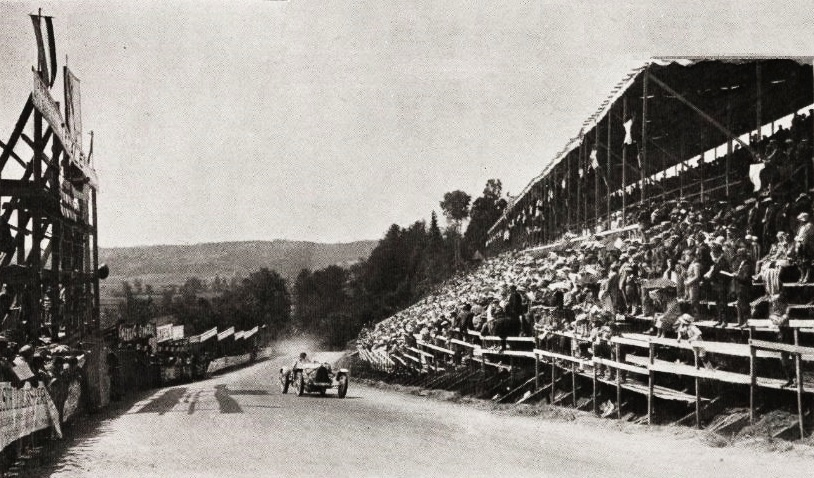
William Grover-Williams vainqueur du Grand Prix du Comminges 1928 sur Bugatti T35C, passant devant les tribunes principales.

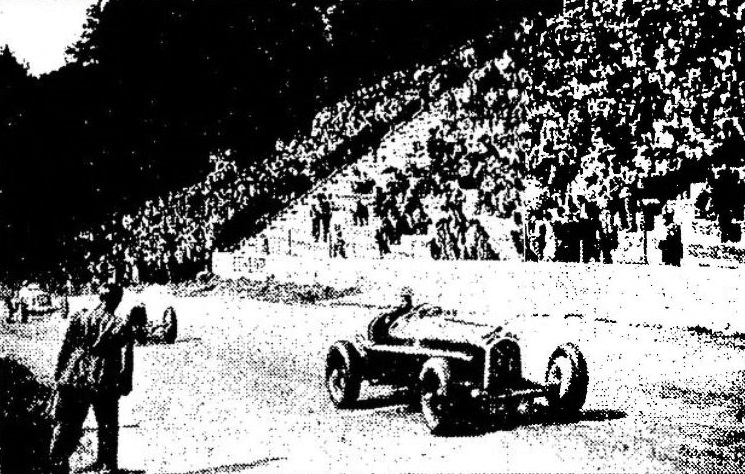
Franco Comotti vainqueur du Grand Prix du Comminges, en 1934 sur Alfa Romeo Tipo B.

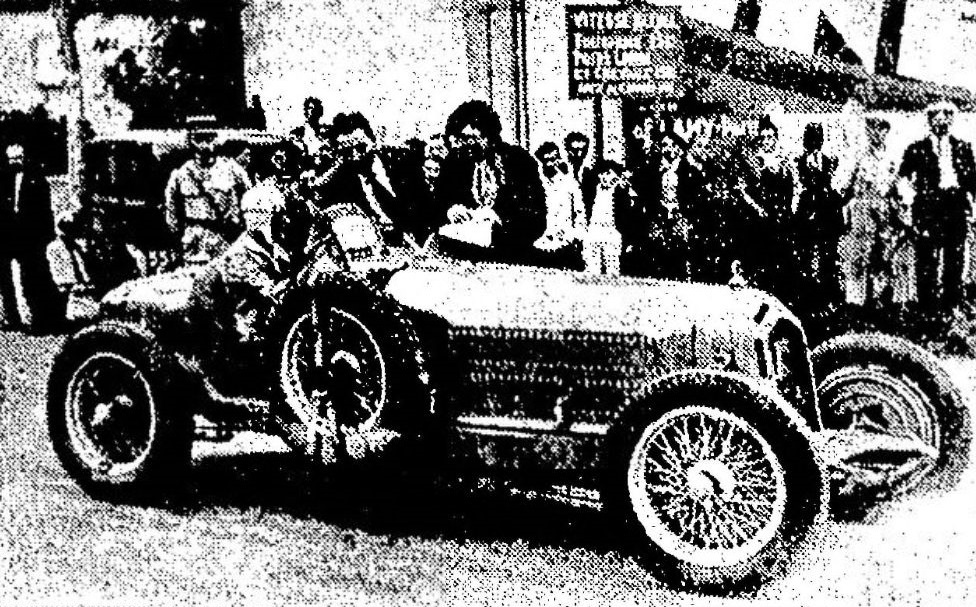
Hellé Nice sur Alfa Romeo Tipo B, au Grand Prix du Comminges 1934.

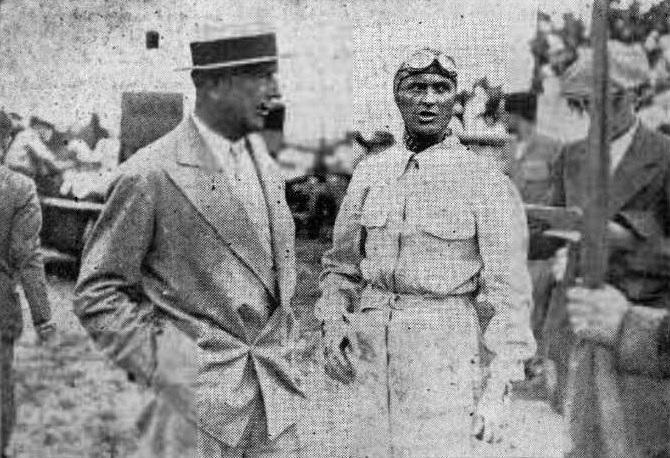
Louis Chiron, au Grand Prix du Comminges en 1935.

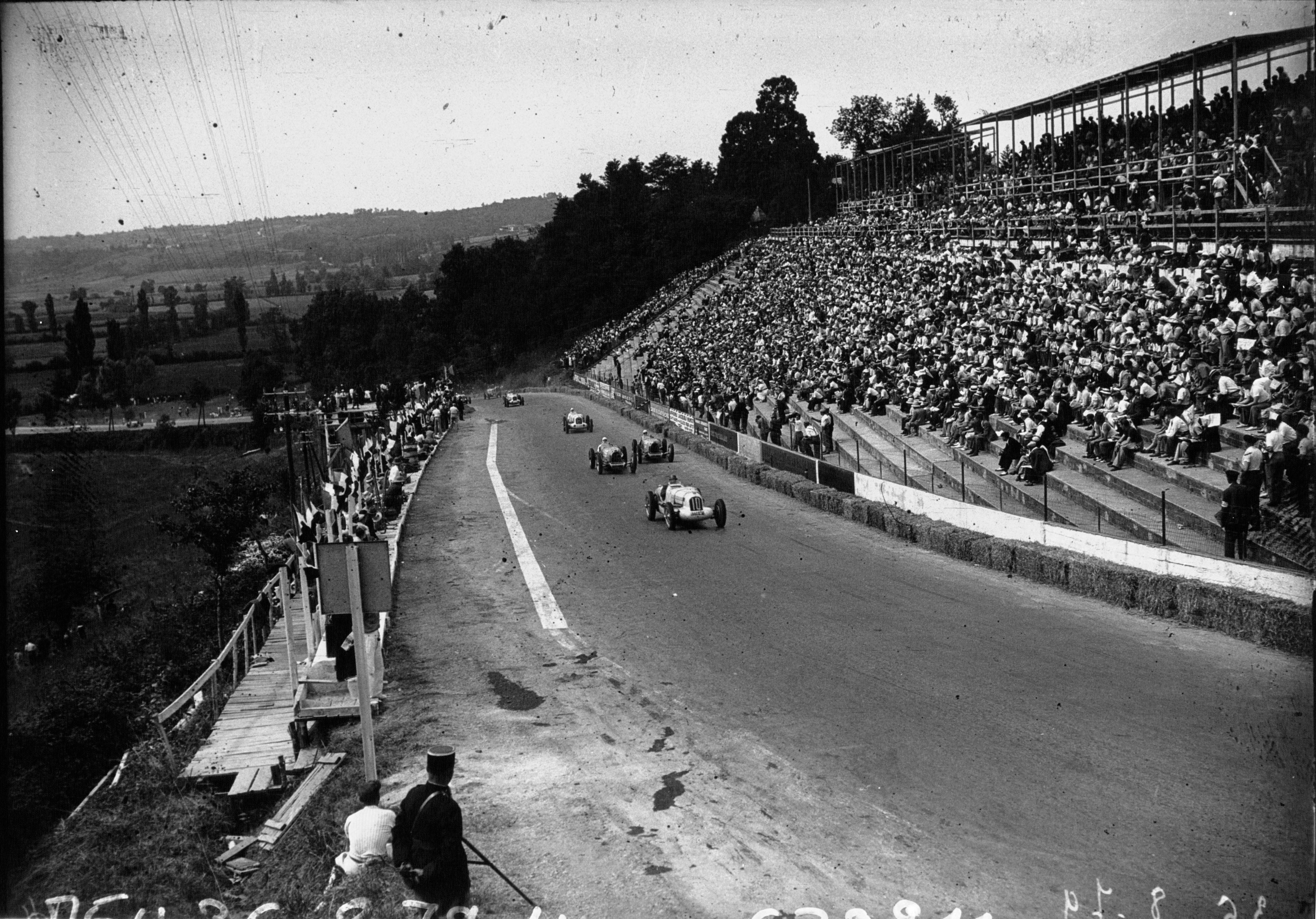
Édition 1936 du Grand Prix du Comminges (Dreyfus ici devant Benoist).

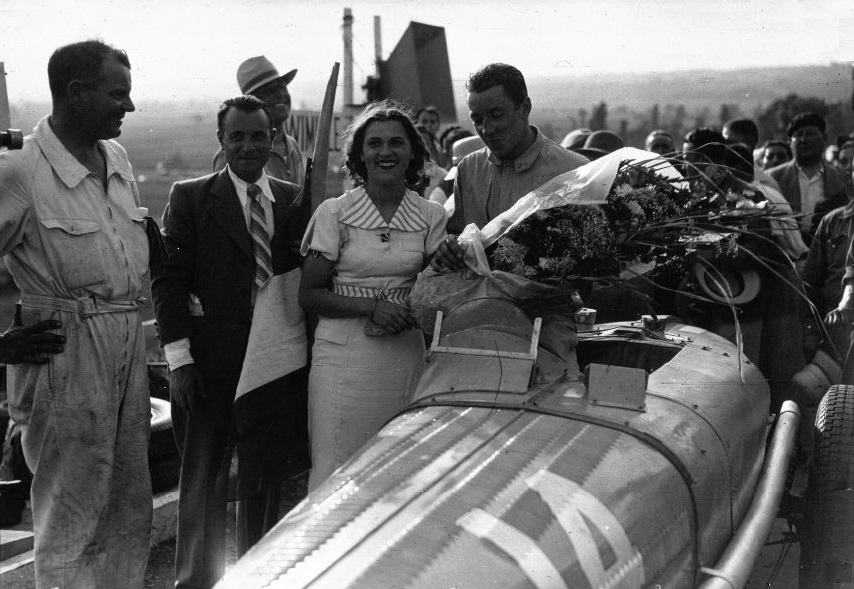
Grand Prix du Comminges 1936, victoire de JP Wimille.

| Date       | Catégorie  | Epreuve                           | Pilote                  | Auto                  | Tours | Circuit  |
| ---------- | ---------- | --------------------------------- | ----------------------- | --------------------- | ----- | -------- |
| sept.-1925 | Réglt. A-G | 1er Grand Prix de Comminges       | "Goury"                 | Bignan B              | 14    | 27,66 km |
|            |            |                                   | Jemmison Eaton          | Bugatti T22           |       |          |
|            |            |                                   | Lucien Desvaux          | Thomas Schneider      |       |          |
| août-1926  | Réglt. A-G | 2e Grand Prix du Comminges        | Louis Chiron            | Bugatti T35           | 15    | 27,66 km |
|            |            |                                   | Pierre Clause           | Bignan B              |       |          |
|            |            |                                   | Dupuy                   | Bugatti T35           |       |          |
| août-1927  | Réglt. A-G | 3e Grand Prix du Comminges        | François Eysserman      | Bugatti T35           | 15    | 27,66 km |
|            |            |                                   | Robert Masse            | Salmson               |       |          |
|            |            |                                   | Robert Gauthier         | Salmson               |       |          |
| juil.-1928 | Réglt. A-G | 12e Grand Prix de l´ACF Comminges | William Grover-Williams | Bugatti T35C          | 10    | 26,3 km  |
|            |            |                                   | André Rousseau          | Salmson               |       |          |
|            |            |                                   | Édouard Brisson         | Stutz DV16 Black Hawk |       |          |
| août-1930  | Réglt. A-G | 5e Grand Prix du Comminges        | François Miquel         | Bugatti T35C          | 15    | 27,66 km |
|            |            |                                   | Honoré Lormand          | Bugatti T35C          |       |          |
|            |            |                                   | Claude Arthez           | Bugatti T35C          |       |          |
| août-1931  | Réglt. A-G | 6e Grand Prix du Comminges        | Louis Joly              | Maserati 26           | 12    | 27,66 km |
|            |            |                                   | Pierre Veyron           | Bugatti T37A          |       |          |
|            |            |                                   | "Antonio" Valette       | Maserati 8C           |       |          |
| août-1932  | Réglt. A-G | 7e Grand Prix du Comminges        | Pierre Veyron           | Maserati 26           | 12    | 27,66 km |
|            |            |                                   | Emil Dourel             | Amilcar MC0           |       |          |
|            |            |                                   | "Antonio" Valette       | Maserati 26           |       |          |
| août-1933  | Réglt. A-G | 8e Grand Prix du Comminges        | Luigi Fagioli           | Alfa Romeo Tipo B     | 35    | 11 km    |
|            |            |                                   | Jean-Pierre Wimille     | Alfa Romeo 8C         |       |          |
|            |            |                                   | Guy Moll                | Alfa Romeo 8C         |       |          |
| août-1934  | Réglt. A-G | 9e Grand Prix du Comminges        | Gianfranco Comotti      | Alfa Romeo Tipo B     | 35    | 11 km    |
|            |            |                                   | Goffredo Zehender       | Maserati 8CM          |       |          |
|            |            |                                   | Willard Straight        | Maserati 8CM          |       |          |
| août-1935  | Réglt. A-G | 10e Grand Prix du Comminges       | Raymond Sommer          | Alfa Romeo Tipo B     | 15    | 11 km    |
|            |            |                                   | Raph                    | Alfa Romeo Tipo B     |       |          |
|            |            |                                   | László Hartmann         | Maserati 8CM          |       |          |
| août-1936  | Réglt. A-G | 11e Grand Prix du Comminges       | Jean-Pierre Wimille     | Bugatti T59           | 40    | 11 km    |
|            |            |                                   | Heldé                   | Talbot T150C          |       |          |
|            |            |                                   | Raph                    | Talbot T150C          |       |          |
| août-1939  | Réglt. A-G | 12e Grand Prix du Comminges       | René Le Bègue           | Talbot MD 90          | 40    | 11 km    |
|            |            |                                   | Jean-Pierre Wimille     | Bugatti T59/50B       |       |          |
|            |            |                                   | Raymond Sommer          | Talbot MD90           |       |          |
| août-1947  | Réglt. A-G | 13e Grand Prix du Comminges       | Louis Chiron            | Talbot-Lago T26 MC    | 30    | 11 km    |
|            |            |                                   | Yves Giraud-Cabantous   | Talbot-Lago T26       |       |          |
|            |            |                                   | Eugene Chaboud          | Talbot-Lago T26 MC    |       |          |
| août-1948  | Réglt. A-G | 14e Grand Prix du Comminges       | Luigi Villoresi         | Maserati 4CLT         | 30    | 11 km    |
|            |            |                                   | Raph                    | Talbot-Lago T26C      |       |          |
|            |            |                                   | Louis Chiron            | Talbot-Lago T150C MD  |       |          |
| août-1952  | Formule 2  | 17e Grand Prix du Comminges       | Alberto Ascari          | Ferrari 500           | 95    | 4,407 km |
|            |            |                                   | Giuseppe Farina         | Ferrari 500           |       |          |
|            |            |                                   | Jean Behra              | Simca-Gordini T16     |       |          |

Note: Réglt. A-G désigne la réglementation des épreuves automobiles d'avant-guerre, cette catégorie correspond à celle de nos Formule 1 actuelles.

Remarque: le monégasque Louis Chiron est le seul à s'être imposé à deux reprises -pour trois podiums-, à 21 années d'écart.